# Irene Nonis
Irene Nonis (Cagliari, 1975) è una cantautrice italiana.

## Biografia
Ha iniziato a scrivere le sue prime canzoni a 17 anni, esibendosi nei locali della Sardegna. Ha vissuto a Londra e a Milano, dove nel 2001 ha firmato un contratto con la Universal Music Italia.
Scrive e canta in inglese.
Nel 2003 ha pubblicato il suo primo album, Talkabout, pubblicato per la Universal. Ha riscosso molto successo con i singoli Recogn-Eyez,Talk 'n' Touch e Calendar . Nello stesso anno ha anche partecipato alla manifestazione estiva Festivalbar.
Alcune sue canzoni sono state sincronizzate per spot pubblicitari e programmi tv: 
D&G accessori (Recogn-Eyez, 2003) 
Danone (Talk'n'Touch, 2004) 
Tudor orologi - circuito cinema e Ferretti Yachts (2005) ; 
ha poi preso parte all' Alfa GT Tour con Radio MonteCarlo (2007) 
e interpretato i brani di Bauli Croissant (2010-12)
Nel 2019 ha pubblicato per Schema Records il singolo "This Love / NightStuff" con Nicola Conte alla produzione. 

## Discografia

### Album
- 2003 - Talkabout
- 2019 - Nightstuff This Love ep